# Aco Stojkov
Aco Stojkov (Macedonisch: Ацо Стојков) (Strumica, 29 april 1983) is een Macedonisch betaald voetballer die bij voorkeur in de aanval speelt. Hij verruilde in 2009 Debreceni VSC voor FC Aarau. In augustus 2002 debuteerde hij in het Macedonisch voetbalelftal, waarvoor hij 38 interlands speelde. Daarvoor kwam Stojkov 25 keer uit voor Macedonië U-21, waarvoor hij tien keer scoorde.

## Carrière
- 2000-'01: FK Belasica Strumica
- 2001-'05: Internazionale
  - 2002-'03: → Spezia Calcio 1906 (huur)
  - 2003-'04: → Górnik Zabrze (huur)
  - 2003-'04: → Castel di Sangro Calcio (huur)
  - 2004-'05: → AS Andria BAT (huur)
- 2005-'06: RAA Louviéroise
- 2006: FK Partizan Belgrado
- 2006-'08: Debreceni VSC
  - 2008-'09: → Nyíregyháza Spartacus (huur)
- 2009- .. : FC Aarau